# 宮崎智之
宮崎 智之（みやざき ともゆき、1982年3月16日 - ）は、日本の文筆家、文芸評論家、エッセイスト、随筆家。東京都生まれ。

## 来歴
明治大学文学部卒業。地域紙記者、編集プロダクションなどを経て、フリーライターに。人間観察、現代の常識・非常識、カルチャーなどについての執筆を得意とする。著作に『モヤモヤするあの人 常識と非常識のあいだ』(幻冬舎)、『平熱のまま、この世界に熱狂したい 「弱さ」を受け入れる日常革命 』(幻冬舎）、『宮崎智之セレクト　中原中也名詩選』(アンソロジー、田畑書店)、『モヤモヤの日々』（晶文社）、共著に『吉田健一ふたたび』(冨山房インターナショナル)などがある。共著は「紀伊國屋じんぶん大賞2020」の14位に入選。

## 造語
- 彼氏面男子[4][5] - 犬山紙子との対談[6]で、「彼氏面男子は、付き合ってもいないのに、あたかも彼氏のような言動をする男性のことですが、彼らは犬山さんが問題提起している「クソバイス」をすることが特徴の1つ」と述べている。

- 社畜ポリス[7] - 「社会人の常識」を振りかざし、他の従業員にも強い倫理観を求める社内自警団。
- 海藻カップル [8]- 終電間際に駅のホームで抱き合いながら揺れているカップル。
- 告白ハラスメント（告ハラ）[9] - 恋愛の段取りを踏まない突然の告白は、相手に不快感を与えるという主張。「職場のハラスメント研究所」代表理事の金子雅臣からは、「断られたときにそれを受け止められなかったり、NOに気づかなかったり、『押せばなんとかなる』と何度もアプローチしたりするのは問題ですが、思いを伝える行為は恋愛には必要です。それをハラスメントとは言いません」と、その概念に異議が唱えられている一方、評論家の勝部元気は、「恋愛とは、ステップ・バイ・ステップで小さく段階的に進めていくものです。しかし、自分の内側で気持ちを高ぶらせ、突然それをぶつけると、相手には突発的な行動だと映ってしまいます。それは、ある意味ハラスメントと言えるでしょう」「そもそも、告白のない恋愛のほうがグローバルスタンダードです。徐々に関係性を深め、“気がついたら付き合っている”のが自然な流れでしょう」と語るなど、論争となっている[10]。
- 読モライター[11][12]インターネットやSNS上で、タレントや読者モデルのように振舞うライターのこと。その定義をめぐって議論を呼んでいる。

## 連載
- 「ロス婚」漂流記～なぜ結婚に夢も希望も持てないのか？（ダイヤモンド・オンライン）
- あなたを悩ます「めんどい人々」解析ファイル（ダイヤモンド・オンライン）
- 現代〈悪女〉論（messy）
- あなたをモヤモヤさせるB級新常識（ダイヤモンド・オンライン)
- ぼくは、平熱のまま熱狂したい（幻冬舎plus）
- モヤモヤの日々（晶文社スクラップブック）
- 2024年2月号より、月刊誌『文學界』(文藝春秋)にて「新人小説月評」を担当

## 著書

### 単著
- 『ムダ０採用戦略　21世紀のつながり採用』 （いろは出版 、2015年 ISBN 4902097869）
- 『モヤモヤするあの人 常識と非常識のあいだ』（幻冬舎文庫、2018年 ISBN 4344427513）
- 『平熱のまま、この世界に熱狂したい 「弱さ」を受け入れる日常革命 』(幻冬舎、2020年　ISBN 9784344037168)
- 『モヤモヤの日々』（晶文社、2022年)　ISBN  9784794973252）
- 『平熱のまま、この世界に熱狂したい』　増補新版 (ちくま文庫 み-40-1 2024年6月10日発売)ISBN 978-4-480-43963-5

### 共著
- （川本直、樫原辰郎編）『吉田健一ふたたび』冨山房インターナショナル、2019年 ISBN 9784866000572
- 『つながる読書　―10代に推したいこの一冊』  ちくまプリマー新書 2024年3月 ISBN 9784480684769
- 『みんなどうやって書いてるの? ―10代からの文章レッスン』 河出書房新社、14歳の世渡り術 シリーズ、2024年9月　ISBN 9784309617671
- 『文豪と犬と猫　偏愛で読み解く日本文学』著者 宮崎智之・山本莉会 Après-midi（アプレミディ）、2025年6月　ISBN 9784910525051

### 文庫解説
- 町田康『しらふで生きる』幻冬舎文庫
- 吉田健一『余生の文学』平凡社ライブラリー
- 吉田健一『言葉というもの』平凡社ライブラリー

## 出演
- 文化系トークラジオLife（TBSラジオ）- レギュラー出演
- 土屋礼央 レオなるど（ニッポン放送）
- AVALON（J-WAVE）
- BIZ&TECH Terminal（ラジオNIKKEI）
- POWER BAY MORNING（bayfm）
- BOOK READING CLUB（渋谷のラジオ）- パーソナリティー